# 関市上之保有線テレビ放送
関市有線放送施設（せきしゆうせんほうそうしせつ）は、岐阜県関市が運営していた関市上之保（旧上之保村）地内のケーブルテレビ局。
2004年（平成16年）度開局。その後2015年（平成27年）から岐阜市に本社のあるシーシーエヌが指定管理者を務めるようになり、2020年（令和2年）10月1日をもって関市は当該の有線放送施設をシーシーエヌに譲渡した。

## サービスエリア
- 岐阜県関市上之保地区（旧武儀郡上之保村）のみ

## 事業内容
- テレビ放送サービス（地上デジタル波を再送信）
- インターネット接続サービス